# Satrico
Satrico (in latino: Satricum) è stata un'antica città del Latium vetus, situata in frazione Le Ferriere nel comune di Latina, fondata dai Latini e abitata poi da Etruschi e Volsci.

## Storia

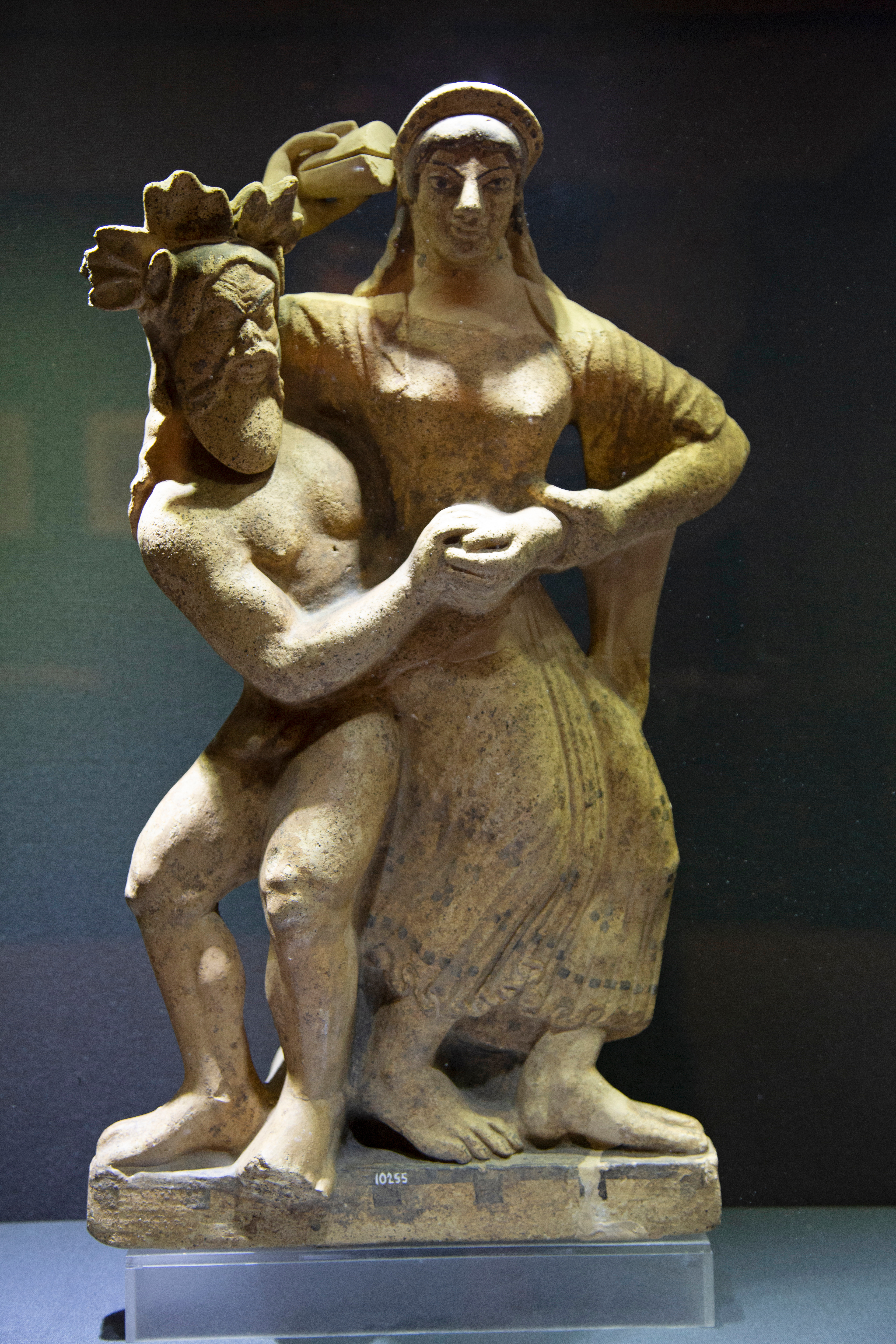
Antefissa con satiro e menade dall'acropoli, tempio di Mater Matuta, 490-470 a.C., esposta al Museo nazionale etrusco di Villa Giulia

Secondo la mitologia romana Satrico fu tra le 18 città latine fondate da Silvio, figlio di Enea. Stando ai ritrovamenti archeologici un primo insediamento, composto perlopiù da capanne, fu effettivamente realizzato dai Latini già tra il X e il IX secolo a.C. ma la città vera e propria iniziò a svilupparsi a partire dal VII-VI secolo a.C. sotto il dominio etrusco, periodo a cui sono ricondotte le prime abitazioni con fondazioni in tufo. Le abitazioni furono distrutte e ricostruite in dimensioni maggiori tra il 550 e il 530 a.C., in concomitanza con il secondo tempio.
Durante il secondo consolato di Tito Larcio nel 498 a.C. Satricum è annoverata tra le 29 città che si allearono per ristabilire sul trono di Roma Tarquinio il Superbo. La lega etrusca fu poi sconfitta dai Romani durante la battaglia del lago Regillo.
Nel 489 a.C. fu saccheggiata dai Volsci guidati da Gneo Marcio Coriolano ed è a questo periodo che risale un primo abbandono dell'acropoli. La città fu verosimilmente ricostruita e tra il 393 e il 390 a.C. si ribellò ai Romani insieme a Velitrae. Nel 386 a.C. le forze romane guidate da Marco Furio Camillo e dirette contro Anzio si scontrarono contro Volsci, Latini ed Ernici nelle campagne intorno a Satrico; nello scontro i Romani ebbero la meglio ma l'esercito volsco si ritirò dentro le mura della città approfittando di un temporale. È a questo conflitto che risale l'episodio leggendario di Furio Camillo che lanciando il vessillo romano oltre le schiere nemiche spronò i Romani al combattimento.
(Tito Livio, Ab Urbe condita libri, VI, 8.)
L'anno successivo il Senato decise di costituire una colonia romana a Satrico, inviando lì 2000 cittadini cui vennero assegnati due iugeri e mezzo di terra. La colonia fu però attaccata nel 384 a.C. dai Volsci e dai Prenestini, che riconquistarono la città. Ancora una volta Roma si affidò al comando di Furio Camillo, che riportò una sofferta vittoria sui Volsci.
Nel 377 a.C. Roma dovette far fronte nuovamente alla minaccia dei Volsci, cui questa volta si erano uniti i Latini. Organizzata la leva, l'esercito fu diviso in tre parti: una a difesa della città, una a difesa della campagna romana, e il grosso fu inviato a combattere i nemici, agli ordini di Lucio Emilio e Publio Valerio. Lo scontro campale si svolse nei pressi di Satrico e fu favorevole ai Romani, nonostante la forte resistenza dei Latini, che dai Romani avevano adottato le tecniche di battaglia. Mentre i Volsci si ritirarono ad Anzio, dove trattarono la resa, consegnando la città e le sue campagne ai Romani, i Latini, volendo continuare il conflitto contro i romani e perciò furiosi per la defezione degli alleati, diedero fuoco a Satrico che fu distrutta; in quest'occasione si salvò solo il tempio di Mater Matuta.
Nel 349 a.C. Satrico fu nuovamente ricostruita dai Volsci di Anzio, che vi fondarono una colonia. Tre anni dopo la città era stata completamente ricostruita. Ma Roma, temendo la rinascita della potenza volsca, mosse guerra contro la città, sconfiggendo ancora una volta i Volsci; Satrico fu data nuovamente alla fiamme, e ancora una volta solo il tempio di Mater Matuta fu risparmiato.
Plinio il Vecchio, vissuto nel I secolo, la ricorderà tra le città latine scomparse.
Antonio Nibby localizzò il sito di Satricum in quella che era diventato il Casale di Conca, all'interno dell'omonima e vasta tenuta, che almeno dal 1713 era di proprietà del Sant'Offizio di Roma. Nel resoconto delle sue esplorazioni sul campo effettuate all'inizio del XIX secolo, Nibby annota che in prossimità del Casale c'erano delle ferriere mosse dal fiume Astura, da cui il nome dell'odierna località delle Le Ferriere.
Nel 1873, in seguito alla legge che prevedeva l'alienazione delle proprietà ecclesiastiche, la tenuta di Casale fu venduta al Conte Achille Gori Mazzoleni. Nel 1918 la tenuta passò al Duca Leone Caetani e pochi anni dopo, da questi, alla famiglia Dominici.
Nel 1902 in un edificio di Le Ferriere fu uccisa Maria Goretti, che in seguito fu dichiarata Martire e Santa dalla Chiesa Cattolica.
La famiglia Dominici si vide espropriata di gran parte di questi terreni nei primi anni '30, dall'Opera Nazionale Combattenti, in virtù della legge sulle bonifiche.

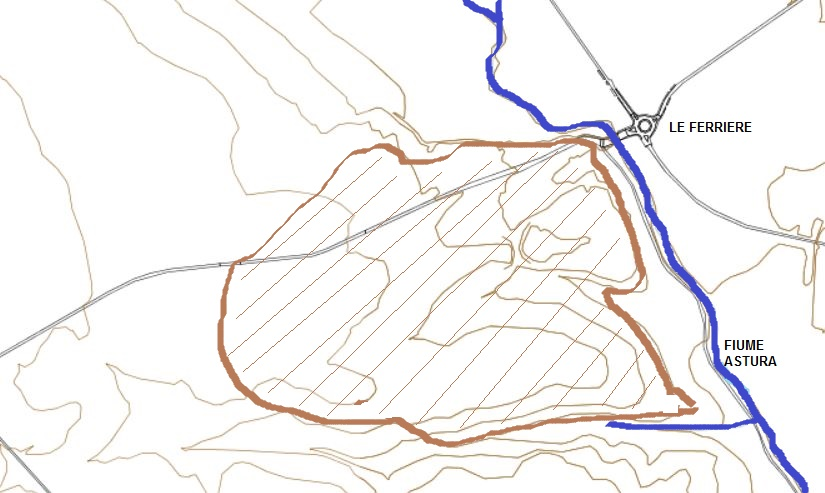
Estensione di Satrico

## Localizzazione
Il sito, localizzato nel 1825 dallo studioso Antonio Nibby e poi scoperto dai primi rilievi condotti da H. Graillot nel 1885, si trova a circa 9 chilometri dal mare, lungo il corso del fiume Astura, e occupa una serie di rilievi sulla destra dell'asta fluviale fra il territorio di Latina e Nettuno.
Satrico si venne a trovare al margine meridionale del Latium vetus, in un luogo frequentato per una sua connotazione religiosa, al crocevia della direttrici di comunicazione tra i territori degli Etruschi e le città greche della Campania. e quella tra Preneste ed Anzio.

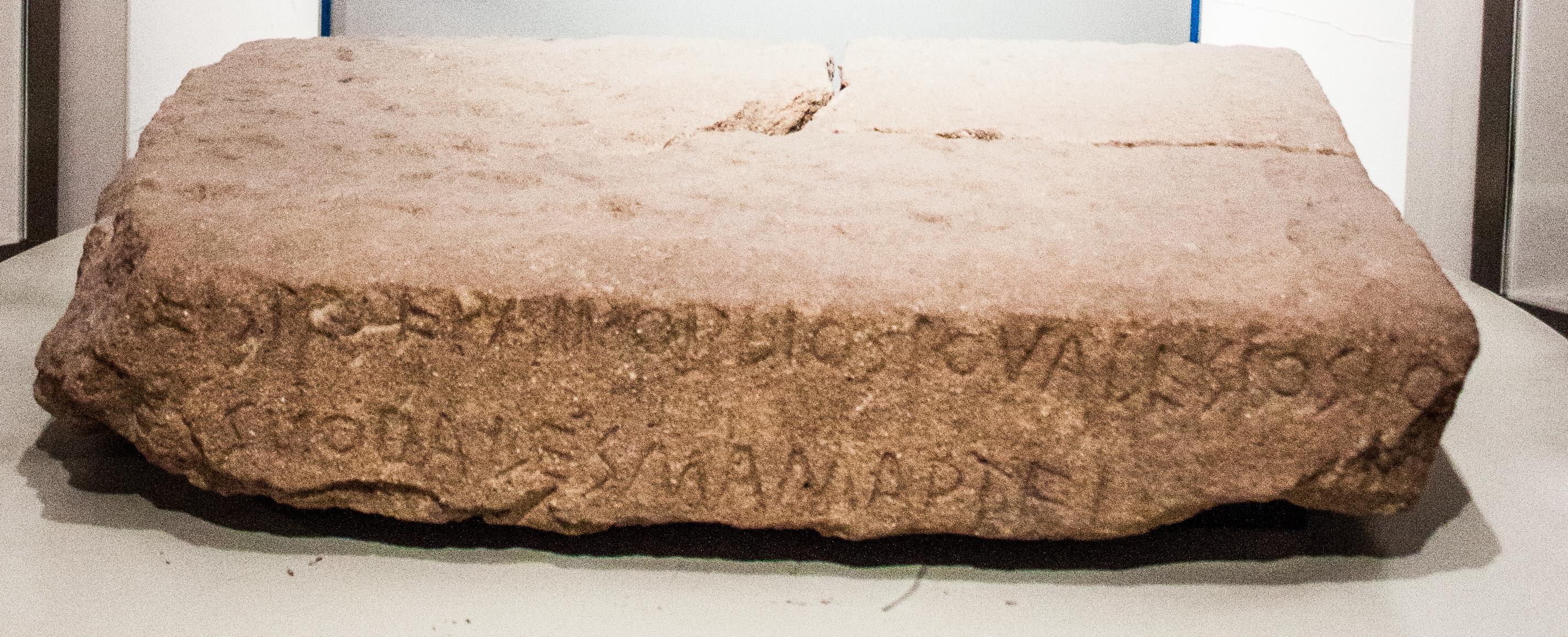
Iscrizione con la dedica a Mater Matuta

## Sito archeologico
Le prime indagini sono del 1885, ma per i primi scavi sistematici occorre aspettare il 1896; molti reperti di questa campagna furono acquistati nel 1903 dal Museo nazionale etrusco di Villa Giulia. Altri sondaggi furono realizzati nel 1910, 1934 e 1958. La riscoperta del sito è incominciata con nuove campagne di scavo sistematiche e scientifiche a partire dal 1974, con il determinante contributo dell'Istituto Olandese, ed è ancora in corso. Nell'estate del 2019 è stata data notizia del ritrovamento dei resti di una villa romana e di tre scheletri umani.
L'area abitativa è concentrata sulla cosiddetta acropoli, ampia circa 4 ettari e protetta da ripide scarpate, e sul pianoro che si estende a ovest di quest'ultima, di circa 40 ettari di superficie. Il pianoro è naturalmente protetto su tre lati; sul quarto, a occidente, venne realizzato un aggere in epoca arcaica; l'aggere è stato poi esteso anche sul versante settentrionale e meridionale della città. Le evidenze archeologiche hanno dimostrato che il sito rimase un insediamento abitato almeno fino al III secolo a.C., dopo di che venne a decadere, assumendo carattere prettamente agricolo.

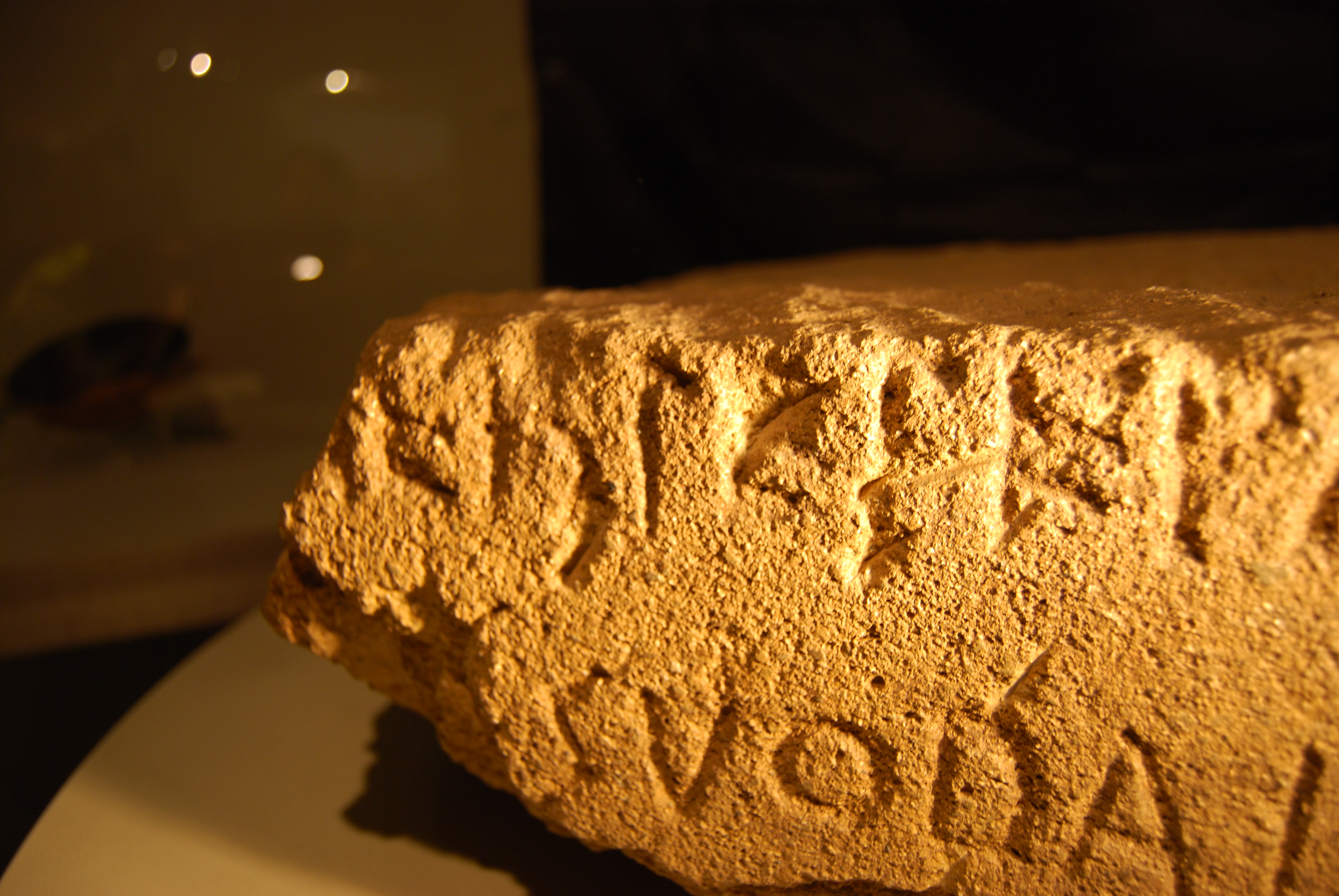
Lapis Satricanus

Gli scavi archeologici hanno riportato alla luce un santuario attribuito alla Mater Matuta grazie al ritrovamento di una stele di epoca tardo repubblicana, resti di ville (tra queste la cosiddetta Casa A che presenta notevoli somiglianze con i palazzi etruschi di Acquarossa), case e capanne, una necropoli laziale a nord ovest, con la tomba più antica databile alle fasi finali del periodo laziale II A, e una necropoli volsca a sud ovest dell'acropoli, con oltre 200 tombe a fossa riferibile al periodo tra il V e il IV secolo a.C. accompagnata da una gran quantità di reperti di produzione greca, etrusca e italica; tre depositi votivi di notevole importanza storica per quanto ritrovatovi, reperti con iscrizioni in etrusco e in latino arcaico, tra cui la nota epigrafe, il cosiddetto Lapis Satricanus, databile tra il 525 e il 500 a.C.

### Tempio di Mater Matuta
Nella mitologia romana, Mater Matuta (in italiano: Madre Propizia) era la dea del Mattino o dell'Aurora e quindi protettrice della nascita degli uomini e delle cose.
Il luogo dove sorgeva il santuario di Satricum, dedicato dai latini e dai romani a Mater Matuta, presenta una continuità di frequentazione per scopi religiosi che si estende dall'VIII secolo a.C. almeno fino al I secolo a.C., periodo al quale è stata datata una dedica riferita al tempio fatta dai duumviri di Anzio; successivamente il tempio fu abbandonato.
Sulla base dei reperti ritrovati è stato possibile individuare 4 diverse fasi.
Santuario capanna
All'incirca dal 750 a.C. al 650 a.C., sul sito si trovava una capanna, il cui carattere religioso è documentato dalla presenza del Mundus, un buco profondo di carattere religioso.
Sacello
All'incirca dal 650 a.C. al 550 a.C., la funzione religiosa è attestata da un sacello, cui afferiva una stipe votiva, di grande valore storico-archeologico per i reperti ritrovativi. Non è certo se il tempietto fosse ad una o due stanze. Di questo piccolo santuario, anche detto Tempio 0, di cui restano le fondamenta a pianta rettangolare, è possibile conoscere l'aspetto, grazie a un modellino fittile.
Primo tempio
A pianta rettangolare, di più rilevanti dimensioni rispetto al sacello (17 x 27 metri), era diviso in due ambienti, secondo lo schema tipico dei templi coevi Etruschi e Romani, che si ritrova anche nel tetto, costruito con travi di legno e coppi di terracotta ed antefisse. Come i templi italici, mancava di colonne nella parte posteriore, ma diversamente da questi non sorgeva su un piedistallo. Particolare la presenza di decorazioni tratte dalla mitologia greca (Perseo e Medusa), tra i più antichi esempi tra i siti archeologici in Italia. Questo tempio avrebbe avuto vita breve, dal 550 a.C. al 480 a.C..
Secondo tempio
Questo era più grande del primo tempio, 21 x 34 metri, un orientamento diverso, un podio più elevato e colonne su tutti e quattro i lati. Lo studio delle terrecotte riferibili a questo tempio ha permesso di determinare che il tetto era ornato da una Gigantomachia, e da raffigurazioni di Giunone e Dionisio, e di Zeus ed Era. Inoltre il tempio era decorato da antefisse che riprendevano le figure tipiche italiche, come Arpie, Tifoni e Sileni.

### Necropoli
Necropoli volsca
Una necropoli volsca è stata ritrovata nel 1981 a sud ovest dell'acropoli,; questa presentava oltre 200 tombe a fossa riferibile al periodo tra il V e il IV secolo a.C., accompagnata da una gran quantità di reperti di produzione greca, etrusca e italica. Le fosse erano tombe ad inumazione, accompagnate da corredo funebre, principalmente vasellame.
Qui nel 1983 è stata ritrovata una accetta miniaturistica con inciso un breve testo in lingua volsca, ancora incerto nella traduzione, datata alla prima metà del V secolo, ora esposta al Museo archeologico di Cassino. Il reperto è importante perché dimostra l'esistenza di una lingua volsca distinta da quella latina.
Necropoli laziale (o arcaica)
Una necropoli laziale è stata scoperta durante i primi scavi di fine XIX secolo a nord ovest dell'acropoli, con la tomba più antica databile alle fasi finali del periodo laziale II A. Le tombe erano del tipo a camera, fossa e pozzetto, e presentavano corredi di vario genere, tra i quali vasi di tipo corinzio, scudi e punte di lancia, ed anche una protesi dentaria d'oro.

### Aggere
È stato ricostruito il tracciato dell'aggere che difendeva la città sui tre lati rivolti a nord, ovest e sud, mentre il lato orientale era naturalmente protetto dalla rupe e dal fiume Astura. Questo doveva poi essere protetto anche da un fossato, del quale sono state ritrovate le tracce nel lato occidentale. Tra l'aggere e il fossato era stato posto un muro di rinforzo. La struttura difensiva così realizzata doveva raggiungere i 5-6 metri di altezza. Un ulteriore sistema difensivo proteggeva l'acropoli nel suo lato meridionale.

### Stipi votive dell'acropoli
Sull'acropoli sono state ritrovate tre stipi votive, deposito di oggetti sacri che complessivamente considerati coprono un periodo che va dall'VIII al II secolo a.C.., importanti, sia per la numerosità dei reperti ritrovati, che per il valore storico, in quanto hanno permesso di dare riferimenti temporali alle varie fasi abitative della città. Si tratta di uno dei ritrovamenti tra i più ricchi d'Italia per quanto riguarda i reperti del VII secolo a.C., escludendo quelle di origine greca. Tra gli oggetti ritrovati, ariballi, kotylai (un particolare tipo di coppa) e oinochoi del tipo corinzio arcaico, un vaso di bucchero etrusco, con una dedica a un personaggio di Caere e figurine di lamina ritagliata, di produzione latina.
Stipe arcaica
Scoperta all'interno del primo tempio, conteneva reperti riferibili ad un periodo tra l'VIII e il VI secolo a.C., di origine italica ed etrusca.
Stipe repubblicana
Scoperta recentemente durante gli scavi condotti dall'Università Olandese in prossimità del tempio di Mater Matuta, conteneva oltre 2.000 reperti.
Stipe ellenistica;
Scoperta durante gli scavi ottocenteschi, in origine era una grande cisterna, utilizzata a partire dal III secolo a.C., come stipe votiva. Molti di questi reperti sono esposti nel Museo di Villa Giulia.

## Critica storica
L'esame congiunto e coordinato delle fonti scritte e materiali relative al sito di Satricum, porta gli studiosi a individuare quattro diversi periodi; durante il più antico, databile tra il X e il IX secolo a.C., il sito era occupato da una popolazione di origine latina, mentre al successivo, tra il VII e VI secolo a.C., quando si ha la vera e propria formazione di un nucleo cittadino, è ascrivibile all'influenza etrusca.
Dal V al IV secolo a.C. Satrico fu un importante centro volsco, mentre il successivo periodo, che porterà alla sua scomparsa, è ascrivibile al governo romano sulla città e sul territorio circostante.